# Lepidium boelckeanum
Lepidium boelckeanum là một loài thực vật có hoa trong họ Cải. Loài này được Prina mô tả khoa học đầu tiên năm 1993.